# Palmyra (Virginia)
Palmyra ist ein US-amerikanischer Census-designated place im Fluvanna County und Verwaltungssitz desselben im Bundesstaat Virginia. Das U.S. Census Bureau hat bei der Volkszählung 2020 eine Einwohnerzahl von 127 ermittelt.

## Geographie
Palmyra befindet sich zentral im Fluvanna County auf einem Hang, welcher sich nordöstlich des Rivanna River erhebt.

## Geschichte
Das Siedlungsgebiet gehörte im frühen 19. Jahrhundert der Familie Timberlake. Reverend Walker Timberlake eröffnete im 1814 ein Geschäft namens Palmyra Mills, nach welchem die Siedlung benannt wurde.
Die Siedlung wurde in 1824 gegründet und wurde im Jahre 1828 Verwaltungssitz des Fluvanna County. Das Gerichtsgebäude wurde in 1830 fertiggestellt. Bis 1835 entstanden vierzehn Häuser, eine Kirche, drei Fabriken und zahlreiche Geschäfte. Den Grundbesitz – nicht einbegriffen der öffentlichen Gebäude – teilten sich zwei Familien. Weiterhin wurde Palmyra in der Mitte des 19. Jahrhunderts eine Haltestelle entlang einer Postkutschenroute zwischen Richmond und Staunton.
Die Virginia Air Line Railway, die von 1908 bis 1975 in Betrieb war, verlief durch Palmyra. Die Linie verlief von Strathmore (das heutige Bremo Bluff) entlang des James River über Palmyra weiter nach Charlottesville.
Im Jahre 1930 wurde ein Großteil der Gebäude an der Main Street zerstört. Infolge der Great Depression wurde die Siedlung in kleinerer Form wieder aufgebaut.